# Поганий лейтенант
Поганий лейтенант (англ. Bad Lieutenant) — американська кримінальна драма 1992 року режисера Абеля Феррари.

## Сюжет
Лейтенант поліції Нью-Йорка, що страждає непереборною пристрастю до ставок на бейсбол, а також пристрастю до наркотиків і алкоголю, займається розслідуванням жорстокого зґвалтування черниці. Але розслідуванню справи дуже заважають пороки поліцейського, які стають його основним сенсом життя. Такі вади не можуть не призвести до трагедії.

## У ролях
| Актор                | Роль                 |
| -------------------- | -------------------- |
| Харві Кейтель        | лейтенант            |
| Віктор Арго          | поліцейський         |
| Пол Калдерон         | поліцейський 1       |
| Леонард Л. Томас     | поліцейський 2       |
| Робін Берроуз        | Аріан                |
| Френкі Торн          | монахиня             |
| Вікторія Бестел      | Bowtay               |
| Пол Хіпп             | Ісус                 |
| Брайан МакЕлрой      | син лейтенанта 1     |
| Френкі Аччаріто      | син лейтенанта 2     |
| Пеггі Гормлі         | дружина лейтенанта   |
| Стелла Кейтель       | дочка лейтенанта     |
| Дана Ді              | дівчина лейтенанта   |
| Ентоні Руджеро       | Лайті                |
| Вінсент Лареска      | Джей Сі              |
| Дж. Елвіс Філліпс    | молодий поліцейський |
| Стефен Чен           | власник магазину     |
| Шон МакКлін          | кореєць в магазині 1 |
| Джон Стівен Джонс    | кореєць в магазині 2 |
| Фернандо Велес       | Хуліо                |
| Джозеф Майкл Круз    | Пауло                |
| Френк Адоніс         | Лардж                |
| Ламберт Мосс         | Вероніка             |
| Ніколас Де Сельї     | керівник з лампою    |
| Ларрі Муллейн        | детектив Ларрі       |
| Майкл А. Фелла       | детектив Майк        |
| Майкл Н. Сіраволо    | детектив Майкл       |
| Зоі Ланд             | Зоі                  |
| Бо Дітл              | детектив Бо          |
| Джин Кенфілд         | детектив Джин        |
| Хізер Брекен         | медсестра            |
| Пенелопа Аллен       | доктор               |
| Едді Деніелс         | водій                |
| Бьянка Хантер        | пасажир              |
| Ед Ковенс            | монсеньйор           |
| Хайме Санчес         | священик             |
| Мінні Джентрі        | літня жінка          |
| Іраїда Поланко       | Мамасіта             |
| Кріс «Mad Dog» Руссо | коментатор 1         |
| Джон Клохессі        | коментатор 2         |
| Брюс Мюррей          | коментатор 3         |
| Боб Мерфі            | радіо диктор         |
| Ворнер Фасселл       | радіо диктор         |